# Borutta
Borutta (sardisk: Borùta) er en by og en kommune (comune) i provinsen Sassari i regionen Sardinien i Italien. Byen ligger i 471 meters højde og har 287 indbyggere (2016). Kommunen har et areal på 4,76 km² og grænser til kommunerne Bessude, Bonnanaro, Cheremule, Thiesi og Torralba.